# Lophodermium
Lophodermium is een geslacht van schimmels behorend tot de familie Rhytismataceae. Het lectotype is Lophodermium arundinaceum.

## Kenmerken
Lophodermium vormen altijd een zogenaamd hysterothecium als vruchtlichaam, dat is ingebed in het gastheerweefsel en opent met een smalle lipvormige spleet. Het volwassen vruchtlichaam is naar binnen afgebakend in de richting van het hymenium en is altijd langer dan breed, soms ovaal, maar meestal met lippen. De asci hebben meestal 8 hyaliene, ongesepteerde sporen en zijn altijd veel langer dan breed, variërend in lengte-breedteverhouding tussen 10:1 en 15:1, afhankelijk van de soort. De parafysen zijn langwerpig en onvertakt..

## Ecologie en verspreiding
Lophodermium leeft voornamelijk saprofytisch, deels ook parasiterend op diverse planten. Waadplanten komt voor uit verschillende plantenfamilies, maar een bijzonder groot aantal soorten leeft op diverse dennenplanten met meer dan 20 verschillende soorten. Ze zijn vaak gastheerspecifiek en gekoppeld aan een soort of een specifiek geslacht. Sommige, vooral de soorten die grassen koloniseren, kunnen echter ook verschillende plantengeslachten infecteren. Lophodermium seditiosum, de ziekteverwekker van het op dennennaalden, is van bijzonder belang voor de bosbouw. In de literatuur wordt vaak Lophodermium pinastri als veroorzaker gegeven, aangezien het ook dennennaalden koloniseert, maar nu is bewezen dat het saprofytisch leeft.

## Soorten
Volgens Index Fungorum telt het geslacht 183 soorten (peildatum maart 2023):
| Soortnaam                                       | Auteur(s)                                | Publicatiejaar |
| ----------------------------------------------- | ---------------------------------------- | -------------- |
| Lophodermium abietis                            | Rostr.                                   | 1889           |
| Lophodermium aconiti                            | Losa                                     | 1947           |
| Lophodermium actinothyrium                      | (Fuckel) Sacc.                           | 1883           |
| Lophodermium agathidis                          | Minter & Hettige                         | 1983           |
| Lophodermium airarum                            | Fr. ex Hilitzer                          | 1929           |
| Lophodermium aleuritis                          | Rehm                                     | 1914           |
| Lophodermium alienum                            | P.R. Johnst.                             | 2001           |
| Lophodermium alpinum                            | (Rehm) Weese                             | 1933           |
| Lophodermium anhuiense                          | Y.R. Lin                                 | 1988           |
| Lophodermium apiculatum                         | (Fr.) Duby                               | 1883           |
| Lophodermium arundinaceum (Rietspleetlip)       | (Schrad.) Chevall.                       | 1826           |
| Lophodermium atrum                              | P.R. Johnst.                             | 1989           |
| Lophodermium aucupariae                         | (Schleich.) Darker                       | 1967           |
| Lophodermium australe                           | Dearn.                                   | 1926           |
| Lophodermium baculiferum                        | Mayr                                     | 1890           |
| Lophodermium balaramii                          | P.F. Cannon & Minter                     | 1986           |
| Lophodermium borneoense                         | J. Fröhl. & K.D. Hyde                    | 2000           |
| Lophodermium brachypodii                        | Hilitzer                                 | 1929           |
| Lophodermium brunneolum                         | P.R. Johnst.                             | 1989           |
| Lophodermium canberrianum                       | W. Stahl ex Minter & Millar              | 1978           |
| Lophodermium caricinum (Zeggespleetlip)         | (Roberge ex Desm.) Duby                  | 1861           |
| Lophodermium castellanii                        | Graniti                                  | 1952           |
| Lophodermium cephalotaxi                        | S.J. Wang, Y.B. Liu & Y.R. Lin           | 2007           |
| Lophodermium ciliatum                           | Lib. ex Speg. & Roum.                    | 1880           |
| Lophodermium circinatum                         | Li Chen & Y.R. Lin                       | 2014           |
| Lophodermium clusiae                            | (Lév.) P.R. Johnst.                      | 1989           |
| Lophodermium coalescens                         | Tobias                                   | 1986           |
| Lophodermium confluens                          | Y.R. Lin, C.L. Hou & W.F. Zheng          | 1995           |
| Lophodermium conigenum (Kegelspleetlip)         | (Brunaud) Hilitzer                       | 1929           |
| Lophodermium consociatum                        | Darker                                   | 1932           |
| Lophodermium corconticum                        | Koukol, Pusz & Minter                    | 2015           |
| Lophodermium crassum                            | Darker                                   | 1932           |
| Lophodermium croesicum                          | P.R. Johnst.                             | 1989           |
| Lophodermium culmigenum                         | (Fr.) De Not.                            | 1847           |
| Lophodermium danthoniae                         | Tehon                                    | 1939           |
| Lophodermium decorum                            | Darker                                   | 1932           |
| Lophodermium dicranopteris                      | Y.R. Lin, He Y. Liu & Z. Li              | 1995           |
| Lophodermium dilutum                            | C.L. Hou & Y.R. Lin                      | 2010           |
| Lophodermium durilabrum                         | Darker                                   | 1932           |
| Lophodermium ellipticum                         | Y.R. Lin                                 | 1992           |
| Lophodermium eriophori                          | (Henn.) P.R. Johnst. & Scheuer           | 2003           |
| Lophodermium erlangshanense                     | Y.G. Liu                                 | 2009           |
| Lophodermium erumpens                           | I. Hino & Katum.                         | 1957           |
| Lophodermium eucalypti                          | (Rodway) P.R. Johnst.                    | 2001           |
| Lophodermium euphorbiae                         | Velen.                                   | 1934           |
| Lophodermium euryae                             | Y.R. Lin & Y.F. He                       | 2005           |
| Lophodermium exaridum                           | (Cooke & Peck) Sacc.                     | 1883           |
| Lophodermium eximium                            | Ces.                                     | 1882           |
| Lophodermium festucae                           | (Roum.) Terrier                          | 1942           |
| Lophodermium fissuratum                         | Salas-Lizana & Oono                      | 2018           |
| Lophodermium foliicola                          | (Fr.) P.F. Cannon & Minter               | 1983           |
| Lophodermium fusiforme                          | P.R. Johnst.                             | 2001           |
| Lophodermium gamundiae                          | P.R. Johnst.                             | 2007           |
| Lophodermium geniculosporum                     | Spooner                                  | 1991           |
| Lophodermium ginzbergeri                        | Petr.                                    | 1947           |
| Lophodermium gramineum (Grasspleetlip)          | (Fr.) Chevall.                           | 1826           |
| Lophodermium grandialpinum                      | P.R. Johnst.                             | 2001           |
| Lophodermium griseum                            | (Schwein.) Petr.                         | 1979           |
| Lophodermium guangxiense                        | Y.R. Lin                                 | 1993           |
| Lophodermium harbinense                         | Y.R. Lin                                 | 1995           |
| Lophodermium hauturuanum                        | P.R. Johnst.                             | 1989           |
| Lophodermium hederae                            | Dennis & Spooner                         | 1977           |
| Lophodermium hedericola                         | S. Ahmad                                 | 1971           |
| Lophodermium herbarum                           | (Fr.) Fuckel                             | 1874           |
| Lophodermium heterocladum                       | H.L. Gu & Y.R. Lin                       | 2015           |
| Lophodermium heteromelis                        | (W. Phillips & Harkn.) Ellis & Everh.    | 1892           |
| Lophodermium himalayense                        | P.F. Cannon & Minter                     | 1986           |
| Lophodermium implicatum                         | Y.R. Lin & Z.S. Xu                       | 2001           |
| Lophodermium inclusum                           | P.R. Johnst.                             | 1989           |
| Lophodermium indianum                           | Suj. Singh & Minter                      | 1981           |
| Lophodermium indicum                            | Tilak                                    | 1959           |
| Lophodermium inflatum                           | Nograsek & Matzer                        | 1994           |
| Lophodermium intermissum                        | Starbäck                                 | 1895           |
| Lophodermium intricatum                         | Spooner                                  | 1991           |
| Lophodermium irregulare                         | P.R. Johnst.                             | 1989           |
| Lophodermium iwatense                           | Sakuyama                                 | 1993           |
| Lophodermium jianchuanense                      | C.L. Hou & M. Piepenbr.                  | 2005           |
| Lophodermium jiangnanense                       | Y.R. Lin & S.J. Wang                     | 2004           |
| Lophodermium johnstonii                         | Shuang Wang, Joanne E. Taylor & C.L. Hou | 2012           |
| Lophodermium juncinum                           | (Jaap) Terrier                           | 1977           |
| Lophodermium juniperinum (Jenerverbesspleetlip) | (Fr.) De Not.                            | 1847           |
| Lophodermium kaikawakae                         | P.R. Johnst.                             | 1989           |
| Lophodermium kinabaluense                       | Spooner                                  | 1991           |
| Lophodermium kumaunicum                         | Minter & M.P. Sharma                     | 1982           |
| Lophodermium lacerum                            | Darker                                   | 1932           |
| Lophodermium lanceolatum                        | Spooner                                  | 1991           |
| Lophodermium laricinum                          | Duby                                     | 1861           |
| Lophodermium lauri                              | (Fr.) Rehm                               | 1887           |
| Lophodermium leptothecium                       | Speg.                                    | 1885           |
| Lophodermium licualae                           | J. Fröhl. & K.D. Hyde                    | 2000           |
| Lophodermium litseae                            | Minter & M.P. Sharma                     | 1982           |
| Lophodermium litseaeoides                       | Spooner                                  | 1991           |
| Lophodermium macci                              | Sokolski & Bérubé                        | 2004           |
| Lophodermium maculare (Bosbesspleetlip)         | (Fr.) De Not.                            | 1847           |
| Lophodermium magellanicum                       | (Speg.) J.C. Walker                      | 1980           |
| Lophodermium mahuianum                          | P.R. Johnst.                             | 1989           |
| Lophodermium mangatepopense                     | P.R. Johnst.                             | 1989           |
| Lophodermium maximum                            | B.Z. He & D.Q. Yang                      | 1986           |
| Lophodermium medium                             | P.R. Johnst.                             | 1989           |
| Lophodermium melaleucum                         | (Fr.) De Not.                            | 1847           |
| Lophodermium microsporum                        | Ekanayaka & K.D. Hyde                    | 2019           |
| Lophodermium mirabile                           | Y.R. Lin                                 | 1988           |
| Lophodermium molitoris                          | Minter                                   | 1980           |
| Lophodermium multimatricum                      | P.R. Johnst.                             | 1988           |
| Lophodermium myricae                            | Dennis & Spooner                         | 1977           |
| Lophodermium nanakii                            | P.F. Cannon & Minter                     | 1986           |
| Lophodermium nasikianum                         | Tilak & Talde                            | 1978           |
| Lophodermium neesii                             | Duby                                     | 1861           |
| Lophodermium nigrofactum                        | P.R. Johnst.                             | 1989           |
| Lophodermium nitens                             | Darker                                   | 1932           |
| Lophodermium nitidum                            | P.R. Johnst.                             | 2001           |
| Lophodermium nivale                             | (Maire) Arx & E. Müll.                   | 1975           |
| Lophodermium nonramosum                         | P.R. Johnst.                             | 2001           |
| Lophodermium occultum                           | Petr.                                    | 1947           |
| Lophodermium oleae                              | A. Pande                                 | 2008           |
| Lophodermium orbiculare                         | (Ehrenb.) Sacc.                          | 1883           |
| Lophodermium orientale                          | Minter                                   | 1981           |
| Lophodermium osmanthi                           | Y.R. Lin, Z.S. Xu & K. Li                | 2002           |
| Lophodermium oxycoccos                          | (Fr.) Duby                               | 1861           |
| Lophodermium pachychilum                        | Y.R. Lin & Z.S. Xu                       | 2001           |
| Lophodermium paeoniae                           | Rehm                                     | 1897           |
| Lophodermium parasiticum                        | B.Z. He & D.Q. Yang                      | 1986           |
| Lophodermium passiflorae                        | Rehm                                     | 1913           |
| Lophodermium petiolicola (Eikenbladspleetlip)   | Fuckel                                   | 1870           |
| Lophodermium petrakii                           | Durrieu                                  | 1957           |
| Lophodermium petriniae                          | P.R. Johnst.                             | 2001           |
| Lophodermium phlogis                            | Bonar & W.B. Cooke                       | 1942           |
| Lophodermium piceae (Sparrenspleetlip)          | (Fuckel) Höhn.                           | 1917           |
| Lophodermium pinastri (Dennennaaldspleetlip)    | (Schrad.) Chevall.                       | 1826           |
| Lophodermium pini-bungeanae                     | Y.R. Lin                                 | 1988           |
| Lophodermium pini-excelsae (Grijze spleetlip)   | S. Ahmad                                 | 1954           |
| Lophodermium pini-mugonis                       | C.L. Hou & M. Piepenbr.                  | 2009           |
| Lophodermium pini-pumilae                       | Sawada                                   | 1952           |
| Lophodermium pini-sibiricae                     | C.L. Hou & S.Q. Liu                      | 1992           |
| Lophodermium pini-taiwanensis                   | Z.J. Li & C.L. Hou                       | 2016           |
| Lophodermium puerense                           | C.L. Hou & M. Piepenbr.                  | 2009           |
| Lophodermium punctiforme                        | (Fr.) Fuckel                             | 1870           |
| Lophodermium pyrolae                            | Parmelee                                 | 1958           |
| Lophodermium quadrisporum                       | D.D. Lu & Y.R. Lin                       | 2015           |
| Lophodermium ramulosum                          | Spooner                                  | 1991           |
| Lophodermium ravenelii                          | Minter                                   | 1981           |
| Lophodermium rectangulare                       | P.R. Johnst.                             | 1989           |
| Lophodermium resinosum                          | Tanney & Seifert                         | 2017           |
| Lophodermium reyesianum                         | Rehm                                     | 1914           |
| Lophodermium richeae                            | Petr.                                    | 1954           |
| Lophodermium rotundatum                         | Syd. & P. Syd.                           | 1914           |
| Lophodermium rubicola                           | Earle                                    | 1898           |
| Lophodermium rubrum                             | P.R. Johnst.                             | 1989           |
| Lophodermium rufum                              | Y.R. Lin & K. Li                         | 2001           |
| Lophodermium saccharicola                       | S.J. Wang & Y.R. Lin                     | 2012           |
| Lophodermium sapotae                            | Chuan F. Zhang & P.K. Chi                | 1994           |
| Lophodermium sawadae                            | Darker                                   | 1967           |
| Lophodermium schweinitzii                       | M. Wilson & N.F. Robertson               | 1947           |
| Lophodermium secalis                            | Hilitzer                                 | 1929           |
| Lophodermium seditiosum (Dennentakspleetlip)    | Minter, Staley & Millar                  | 1978           |
| Lophodermium seriatum                           | (Lib.) De Not.                           | 1847           |
| Lophodermium sesleriae                          | Hilitzer                                 | 1929           |
| Lophodermium sichuanense                        | D.X. Qiu & Y.G. Liu                      | 1995           |
| Lophodermium sieglingiae                        | Hilitzer                                 | 1929           |
| Lophodermium sinense                            | Y.R. Lin, C.L. Hou & Jiang L. Chen       | 2011           |
| Lophodermium sphaeroides                        | (Alb. & Schwein.) Duby                   | 1861           |
| Lophodermium staleyi                            | Minter                                   | 1981           |
| Lophodermium stevensii                          | Tehon ex Terrier                         | 1942           |
| Lophodermium subtropicale                       | Speg.                                    | 1912           |
| Lophodermium svalbardense                       | Lind                                     | 1928           |
| Lophodermium thailandicum                       | N.I. de Silva & K.D. Hyde                | 2018           |
| Lophodermium thujae                             | Davis                                    | 1922           |
| Lophodermium thujopsidis                        | Sawada                                   | 1950           |
| Lophodermium tindalii                           | P.R. Johnst.                             | 1989           |
| Lophodermium typhinum (Lisdoddespleetlip)       | (Fr.) Lambotte                           | 1880           |
| Lophodermium uncinatum                          | Darker                                   | 1932           |
| Lophodermium unciniae                           | P.R. Johnst.                             | 1989           |
| Lophodermium urniforme                          | S.J. Wang & Y.R. Lin                     | 2014           |
| Lophodermium vagulum                            | M. Wilson & N.F. Robertson               | 1947           |
| Lophodermium validum                            | Y.R. Lin, Z.S. Xu & K. Le                | 2001           |
| Lophodermium versicolor                         | (Wahlenb.) Rehm                          | 1887           |
| Lophodermium violae                             | Arx                                      | 1950           |
| Lophodermium vrieseae                           | Rehm                                     | 1900           |
| Lophodermium wannanense                         | C.L. Hou                                 | 1995           |
| Lophodermium wuzhishanense                      | D.D. Lu, S.J. Wang & Y.R. Lin            | 2016           |
| Lophodermium yangii                             | Y.R. Lin & C.L. Hou                      | 2002           |
| Lophodermium yanglingense                       | Z.M. Cao & C.M. Tian                     | 1994           |
| Lophodermium yuexiense                          | C.L. Hou, H.S. Cao & Y.R. Lin            | 1996           |